# Pangguh
Pangguh is een bestuurslaag in het regentschap Bandung van de provincie West-Java, Indonesië. Pangguh telt 8313 inwoners (volkstelling 2010).